# Емельянов, Борис Михайлович
Бори́с Миха́йлович Емелья́нов (20 апреля 1941, Хабаровский край — 27 июля 2021, Москва) — советский и российский композитор, неоднократный лауреат телевизионного фестиваля «Песня года».

## Биография
Борис Емельянов родился 20 апреля 1941 года под Хабаровском в многодетной семье. Его отец работал машинистом паровоза на железной дороге. Детство и отрочество Борис Михайлович провёл в Кокчетавской области (Казахстан). Уже в раннем возрасте у него проявился интерес к музыке (отец и старший брат Бориса Емельянова играли на баяне). Первые опыты сочинения мелодий проявил в студенческие годы. После трёх лет службы в армии закончил Карагандинское музыкальное училище. Но более серьёзно стал заниматься сочинительством, когда переехал в Новокузнецк (Кемеровская область), стал сочинять песни для местных певцов.
Устроился на работу в ДК КМК музыкальным руководителем. Сочинял песни для местных исполнителей и писал музыку для спектаклей Новокузнецкого театра кукол. Постепенно набирался музыкальный материал. Емельянов активно дружил и общался с местной музыкальной элитой: Альбертом Ленским, Виктором Яркиным, Анатолием Мандровым. Посещал концерты столичных эстрадных звезд, познакомился с Львом Лещенко, Иосифом Кобзоном и др.
В 1967 году Борис Емельянов устроился пианистом в кафе «Юность». «Юность» в те времена была самым модным местом отдыха и развлечения новокузнецкой молодежи. Попасть туда было очень не просто. Каждый вечер — очереди. Столики забронированы на несколько недель вперед. В кафе играл оркестр, состоящий из профессиональных музыкантов. Борису Емельянову удалось организовать в «Юности» свой первый творческий вечер. Случилось это 23 июня 1968 года. Знакомство же с творчеством Бориса Емельянова состоялось несколько раньше здесь же в «Юности» вначале с молодёжью, а потом с телезрителями. Программу о новокузнецком композиторе снимало областное ТВ. И вот большой концерт при участии джазового оркестра под управлением Анатолия Тушкова.
«Воскресный вечер в кафе „Юность“ начался немного необычно: официантки не ходили между столиками с подносами, посетители не гремели ножами и вилками, не звенели бокалы. Они сидели и слушали. Слушали музыку — джазовые композиции и песни» — писала газета «Кузнецкий рабочий» 25 июня 1968 года. В этот вечер было исполнено 12 новых произведений Бориса Емельянова. Среди них «Слалом», «Дым над городом» и др. Песни исполняли солисты Наталья Белоусова, Борис Кречетов, Виктор Матвеенко.
В 1969 году Борис поступил в Кемеровский государственный институт культуры (кафедра дирижирования и академического пения), где познакомился с корреспондентом областного телевидения Юрием Филиновым, который впоследствии сыграл важную роль в карьере композитора.
Борис Емельянов продолжает давать концерты, творческие вечера в «Юности» и писать песни. В 1969 году была написана «Песня о двух трубачах» на стихи Марка Соболя, в 1971 — «Буду я грустить» и «Обелиск» на стихи Вадима Шефнера и Майи Румянцевой, в 1972 — «Песня о Кузнецке» на стихи Павла Майского. В газете «Кузнецкий рабочий» публиковались нотные партитуры песен Бориса Емельянова.
Стоит отметить сотрудничество композитора с эстрадным коллективом ДК КМК «Рабочий мюзик-холл». «Мюзик-холл» образовался в конце 1971 года. В основу создания легли идеи балетмейстера народного театра оперетты Валерии Каравашкиной, которая и стала художественным руководителем проекта. Оркестром руководил Владимир Лобанов. Все задумки, которые невозможно было воплотить в жанре оперетты, удалось реализовать в эстрадном жанре мюзикла. В феврале 1972 г. состоялась премьерная постановка «Русь-тройка», вызвавшая большой резонанс в культурной среде города. «Эстрадные танцы, легкая музыка, яркое цветовое оформление, — и всё это связано сюжетом, темой, единой манерой исполнения, отмечено мастерством, вкусом, чувством меры…» — писала газета «Кузнецкий рабочий». В марте 1973 г. в свет вышла вторая постановка мюзик-холла — «Чародейка», в основу которой легла музыка, написанная композитором Борисом Емельяновым. Поэтическую основу составили «Баллада о молодости» В. Лазарева, «Мы идем по стране» В. Фирсова, «Лишь в России» А. Мартынова и «Здравствуйте, люди» С. Молевой. Произведения исполняли солисты: ассистент ГИДУВа, кандидат медицинских наук Михаил Куршин и инженер Анатолий Самойлов. Ведущие программы — Виктор и Людмила Малыгины.
В 1972 году у Бориса Емельянова и его жены Людмилы родилась дочь Наталья. Как-то, просматривая журнал «Работница», Борис обратил внимание на стихотворение «Носики-курносики» поэтессы Ангелины Булычёвой. Текст тронул сердце композитора, и сразу родилась мелодия. Так появились знаменитые «Носики-курносики», песня, которую Борис посвятил своей дочери.
В 1973 году областное кемеровское телевидение объявило музыкальный конкурс «Алло, мы ищем таланты!». Для участия в конкурсе композитор подыскивал группу. Свой выбор Борис Емельянов остановил на очень популярном в Новокузнецке ВИА «Эльфы». Профессиональный уровень музыкантов вполне соответствовал поставленным задачам. В итоге песня «Носики-курносики» с успехом была впервые представлена широкой общественности на областном музыкальном конкурсе. В сопровождении ВИА «Эльфы» песню исполнил уже знакомый Емельянову по мюзик-холлу Михаил Куршин (врач, доктор наук, сейчас живет в Израиле).
На этом сотрудничество «Эльфов» и Бориса Емельянова не закончилось. Композитор предложил музыкантам сделать совместную концертную программу. «Эльфы», исполнявшие до этого исключительно зарубежные произведения, долго раздумывать не стали и согласились, музыкальный материал показался интересным. Через несколько месяцев программа была готова и впервые представлена широкой аудитории на сцене ДК строителей в январе 1974 года. Между концертными номерами звучали фельетоны и пародии в исполнении конферансье. Кстати, песня на слова московского поэта В. Дюмина «А зима, словно хмель» была специально написана для «Эльфов» и исполнена на концерте ударником группы Сергеем Фоминым. «Эльфы» оправдывают своё название: они дарят людям хорошее настроение. Участники ансамбля молоды, энергичны и увлечены своей работой. Музыканты радуют своим задором, яркой эмоциональностью, обострённым чувством ритма. «Эльфы» во многом не традиционны. Выступление ансамбля самобытно и оригинально. Произведения Бориса Емельянова в исполнении «Эльфов» играют новыми красками, воспринимаются интересно и своеобразно. Гармоническая «пирамида» голосов всё время меняется в разных сочетаниях, и мелодия становится «праздничней и нарядней» — так писала газета «Кузнецкий рабочий» о концерте. Кроме того, «Эльфы» стали регулярно исполнять произведения композитора на танцах.
В 1974 году окончил Кемеровский государственный университет культуры и искусств (кафедра дирижирования и академического пения).
Музыка Бориса Емельянова имела успех, и автор ковал железо пока горячо. Во время очередных гастролей Иосифа Кобзона в Новокузнецке Емельянов передал партитуру песни «Алёнушка» на стихи сибирского поэта Александра Кухно. Иосифу Давыдовичу произведение понравилось, он его записал, и в 1974 году на фирме грамзаписи «Мелодия» «Алёнушка» вышла на пластинке в формате 7" (single 17.5 см, 45 об/мин). Это был первый всесоюзный успех молодого композитора. Кроме того, своими новыми произведениями Емельянову удалось заинтересовать областное телевидение, и в 1974 году группа «Эльфы» отправилась на запись в Кемеровскую телестудию. Записали и сняли на плёнку три произведения композитора. Надо ли говорить об успехе после эфира. В 1970-е годы один показ по ТВ мог изменить всю жизнь. Нечто подобное случилось и с ребятами. После показа по ТВ Борису Емельянову удалось организовать «Эльфам» гастроли по Кемеровской области. Здесь возникли определенные сложности с билетами. Дело в том, что в те годы эксклюзивным правом печатать и распространять билеты на концертные мероприятия обладали филармонии. Борис Емельянов и «Эльфы» не являлись артистами областной или какой-либо другой филармонии. Подобное положение при проведении гастролей могло вызвать интерес со стороны прокураторы или КГБ. Выручили партийные органы, гастроли прошли под эгидой областного комитета комсомола. В первом отделении исполнялись произведения Емельянова, а во втором хиты советской и зарубежной эстрады. Кстати, ведущим концертов в этом туре выступил преподаватель Новокузнецкого педагогического института, а в будущем ректор Владимирского университета Виктор Малыгин.
В 1975 году у музыкантов возникла идея отправиться искать счастья в курортный город Сочи. Сочи в те годы привлекал огромное количество музыкантов-профессионалов со всей страны, а для многих из них становился стартовой площадкой в музыкальной карьере. Борис Емельянов разослал демозаписи в концертные организации и рестораны г. Сочи. Через некоторое время пришёл ответ с приглашением на работу. Музыканты начали готовиться к отъезду, но, к сожалению, в последний момент у клавишника Игоря Осипова возникли проблемы, и он не смог поехать. В итоге поездка в Сочи так и не состоялась. После 1975 года сотрудничество «Эльфов» и Емельянова стало постепенно убывать. Композитор всё чаще бывал в Москве, а «Эльфы» продолжали играть на танцах.
Особый подъём в творчестве композитора произошёл во второй, московский, период его жизни. В этот период он написал около 70ти прекрасных песен. Когда  в Новокузнецк на гастроли приехал И.Кобзон, он послушал песни Емельянова и сказал: «Вам здесь не надо оставаться, поезжайте в Москву. Вы талантливый композитор, я помогу Вам». Борис послушался совета, приехал в столицу, но Кобзон оказался на очередных гастролях. Куда обратиться Борис не знал, но в Москву давно переехал из Новокузнецка его друг Юра Филимонов. Он работал главным редактором музыкальных программ в газете «Комсомольская правда». Юра познакомил Бориса с молодой певицей Валентиной Толкуновой, попросил композитора дать ей какую-нибудь свою песню. Борис дал "Носики-курносики"; дал и уехал домой в Новокузнецк. Не надеясь на успех песни, он и забыл о ней. И вдруг через какое-то время он получает из Москвы приглашение  на конкурс «Песня-1978». Став лауреатом конкурса он продал квартиру в Новокузнецке (чтобы не было соблазна вернуться) и переехал в столицу. Звание лауреата давало возможность публиковать свои песни на радио, телевидении, на концертах. В 80е годы его песни звучали каждый день на радио «Маяк». Несколько песен он записал с О.Зарубиной («Заговорные слова», «По ягоды», «Лодочка», «Уехал», «Я - снег»). С А.Герасимовой записал прекрасную песню «Родимый дом» (в народе её окрестили «Под мамино крыло») на стихи С.Смолич. Песня была очень популярна в 80-90е годы. С С.Георгиаде прозвучали песни «До чего шумит трава» (Л.Завальнюк), «Неправда, что расстались мы» (М.Шабров); песню «Багульник» на стихи Поперечного спела Л.Белогородцева; «Зал ожидания» на стихи М.Рябинина исполнил Ю.Березин; «Рябиновые бусы» на стихи Н.Шемятенковой пела Т.Шевелёва. Несколько песен до сих пор исполняет В.Кикабидзе – «Я жизнь не тороплю (Р.Рождественский), «Подбитая птица» (Б.Дубровский), «У моря» (Е.Евтушенко). К словам песни Борис всегда относился критически, песня, по его убеждению, должна быть не только мелодичной, но и со смыслом. Может быть поэтому авторами стихов к его песням в большинстве случаев становились прекрасные поэты. Не зря, наверное, один слушатель пишет: «Он не только композитор, он психотерапевт».
В 1979 году Борис женился во второй раз. В честь этого события он пишет песню «Неторопливая весна» (автор стихов Л.Фадеев). Он прожил во втором браке счастливо 42 года, до самой смерти.
В середине 80х композитор познакомился с замечательным поэтом-песенником Л.Дербенёвым. около 10 лет они сотрудничали. На стихи Л.Дербенёва он написал 12 песен, среди них такие как «Снится мне деревня», «Сяду в скорый поезд», «А мы причём», «Уехал» и др. Один из поклонников пишет: «Нам слушателям, повезло, что два талантливых человека нашли друг друга и это содружество вылилось в такие шедевры».  В 1987 году Борис снова стал лауреатом Всесоюзного телевизионного фестиваля с песней «Снится мне деревня». Эту песню до сих пор исполняют, певец С.Беликов говорит, что со сцены его не отпускают, пока он не споёт эту песню. В 1990г вышла виниловая пластинка "Зал ожидания". Л.Дербенёв написал в аннотации к ней о том, что в творчестве Б.Емельянова его привлекала проникновенность музыки, берущая за душу мелодичность. Мелодизм, по его словам, – это то, что отличает подлинных композиторов, обладающих такими качествами, которым нельзя научиться. 
В 90е годы Борис стал ездить на гастроли по городам России, в том числе, бывал на гастролях и родном Новокузнецке. Слушатели встречали его песни восторженно, что прибавляло ему веры в своё предназначение. Композитор во многих городах получал почётные грамоты в знак благодарности за свои выступления. Сотрудничая с Л.Дербенёвым, Борис не забывал свою привычку всюду искать стихи для песен. Целый цикл песен он написал на слова Н.Рубцова: «Стукну по карману», «В минуты музыки», «До конца», «Плыть, плыть». Стихи Рубцова были особенно любимы композитором, они созвучные его душе. Несколько удачных песен Борис написал на стихи М.Рябинина: «Зачем же люди расстаются», «Время мчится», «Здравствуй, земля», «Кончается шампанское», «Зал ожидания», «Мне ночью не спалось», «Когда нам было 40 лет». В 1996 году был выпущен его первый компакт-диск «Прости меня», в который вошли песни 80-х и начала 90-х годов. В 1999 году Борис Емельянов  записывает новые песни и выпускает компакт-диск «Я приеду к тебе». В последний свой диск, куда вошли песни Н.Рубцова, а также новые: «Целую твою ладонь» (Л.Котюков), «Мне ночью не спалось» (М.Рябинин), «Прости меня» (Н.Ананченко), «Я приеду к тебе» (А.Говоров), «Это мы, Господи» (З.Вальшонок). Последняя песня – это песня-трагедия. Она диссонансом вошла во всё творчество композитора. Бориса потрясло это стихотворение. Он решил написать песню на эти стихи, хотя трудно было подобрать мелодию на такие слова. Песня получилась. Её поёт Ярослав Евдокимов. С ним Борис записал ещё несколько песен: «Целую твою ладонь», «До конца», «Зачем же люди расстаются».
В 00е и 10е композитор продолжал работать. Были написаны "Не забывай меня", "Возвращение", "Я люблю эту женщину". Песня «Возвращение» («Дорога к дому») явилась продолжением песни «Снится мне деревня». В своё время при жизни поэта Дербенёва она не была закончена.  Борис с согласия вдовы Дербенёва, дописал стихи, сделав их более оптимистичными, т.к. в первом варианте говорилось о полном умирании деревень, и написал новую аранжировку. Песню спел Л.Лещенко.  В эти годы Борис много исполнял свои песни и сам. Благодаря интернету, соцсетям, эти песни находили тех, кому они были нужны. Таких людей оказалось немало, просмотры различных роликов в ю-тубе, где Борис выступает исполнителем своих песни, превышают наполнение любого концертного зала. Сейчас, когда композитор уже ушёл из жизни, немало оказалось и тех, кто впервые узнал, что  любимые ими песни написаны Борисом Емельяновым.
27 июля 2021 года Борис Михайлович Емельянов скончался от коронавирусной инфекции, похоронен на Новодевичьем кладбище (уч. 3, ряд 25). 

## Дискография
Виниловые пластинки, выпущенные на фирме «Мелодия»: 
- 1982 — «У моря» (винил)
- 1990 — «Зал ожидания» (винил)[6]

Компакт-диски: 
- 1996 — «Прости меня» (CD)
- 1999 — «Я приеду к тебе» (CD)[6]

## Избранные песни
- «В минуты музыки печальной» (Н. Рубцов), исполняет Борис Емельянов
- «Давнее» (слова Дмитрий Кедрин), исполняет Валентина Толкунова
- «До чего шумит трава» (слова Леонид Завальнюк), исполняет Ксения Георгиади
- «Заговорные слова» (слова Юрий Кашук), исполняет Ольга Зарубина
- «Зал ожидания» (слова Михаил Рябинин), исполняет Юрий Березин
- «Запретная зона» (слова Леонид Дербенёв), исполняет Александр Кальянов
- «Зачем же люди расстаются» (слова Михаил Рябинин), исполняет Борис Емельянов
- «Любовь прекрасна и грустна» (Ю. Мориц), исполняет Екатерина Семёнова
- «Носики-курносики» (слова Ангелина Булычёва), исполняет Валентина Толкунова
- «Подбитая птица» (слова Борис Дубровин), исполняет Николай Караченцов
- «Родимый дом» (слова Светлана Смолич), исполняет Алёна Герасимова[7]
- «Снится мне деревня» (слова Леонид Дербенёв), исполняет Сергей Беликов
- «Сяду в скорый поезд» (слова Леонид Дербенёв), исполняет Михаил Боярский
- «Уехал» (слова Леонид Дербенёв), исполняет Ольга Зарубина
- «У моря» (слова Евгений Евтушенко), исполняет Вахтанг Кикабидзе
- «Целую твою ладонь» (Л.Котюков), исполняет Ярослав Евдокимов
- «Я жизнь не тороплю» (Р.Рождественский), исполняет Вахтанг Кикабидзе